# 谢道宏
谢道宏（1932年3月—），男，汉族，江苏松江（今属上海）人，中华人民共和国玉米育种专家、政治人物。第八、九届全国政协委员。